# Cornebarrieu
Cornebarrieu (okzitanisch Còrnabarriu) ist eine französische Gemeinde im Département Haute-Garonne in der Region Okzitanien. Sie gehört zum Arrondissement Toulouse und zum Kanton Blagnac. Die 8571 Einwohner (Stand: 1. Januar 2022) werden Cornebarrien(ne)s genannt.

## Geografie
Cornebarrieu ist eine banlieue im Nordosten von Toulouse und liegt am Fluss Aussonnelle. Umgeben wird Cornebarrieu von den Nachbargemeinden Aussonne im Norden, Beauzelle im Nordosten, Blagnac im Osten, Colomiers im Süden, Pibrac im Westen und Südwesten sowie Mondonville im Westen und Nordwesten.
In das südöstliche Gemeindegebiet ragt der Flughafen Toulouse-Blagnac hinein.

## Bevölkerungsentwicklung
| Jahr                      | 1962 | 1968 | 1975 | 1982 | 1990 | 1999 | 2006 | 2017 | 2019 |
| Einwohner                 | 1217 | 1844 | 2524 | 2803 | 3794 | 4694 | 5450 | 6592 | 7372 |
| Quelle: Cassini und INSEE |      |      |      |      |      |      |      |      |      |

## Sehenswürdigkeiten

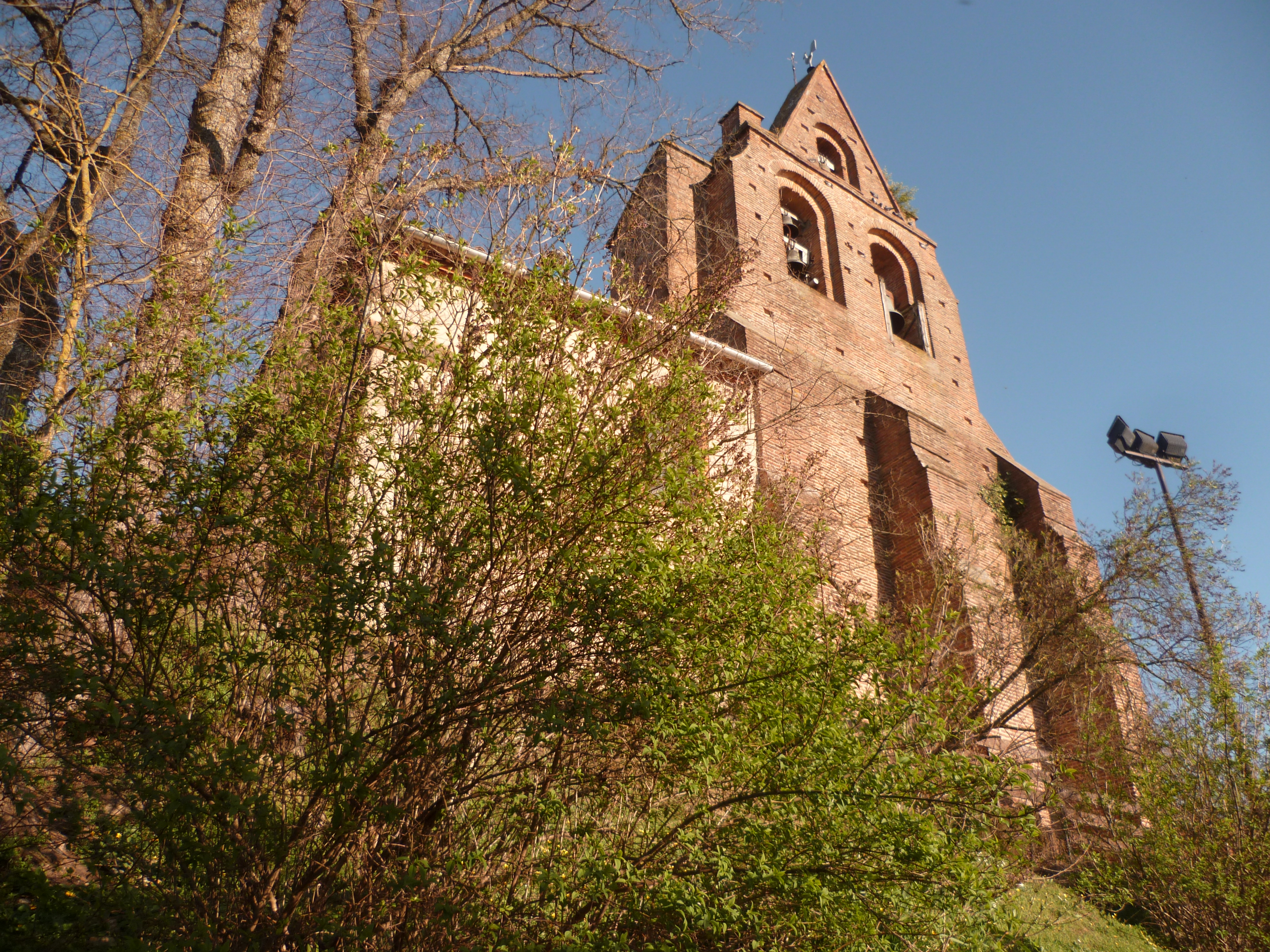
Kirche Saint-Clément

- Kirche Saint-Clément, erbaut im 18./19. Jahrhundert
- Château de Cornebarrieu
- Château de Pontié
- Château de Laran
- Château d’Alliez